# Scivias

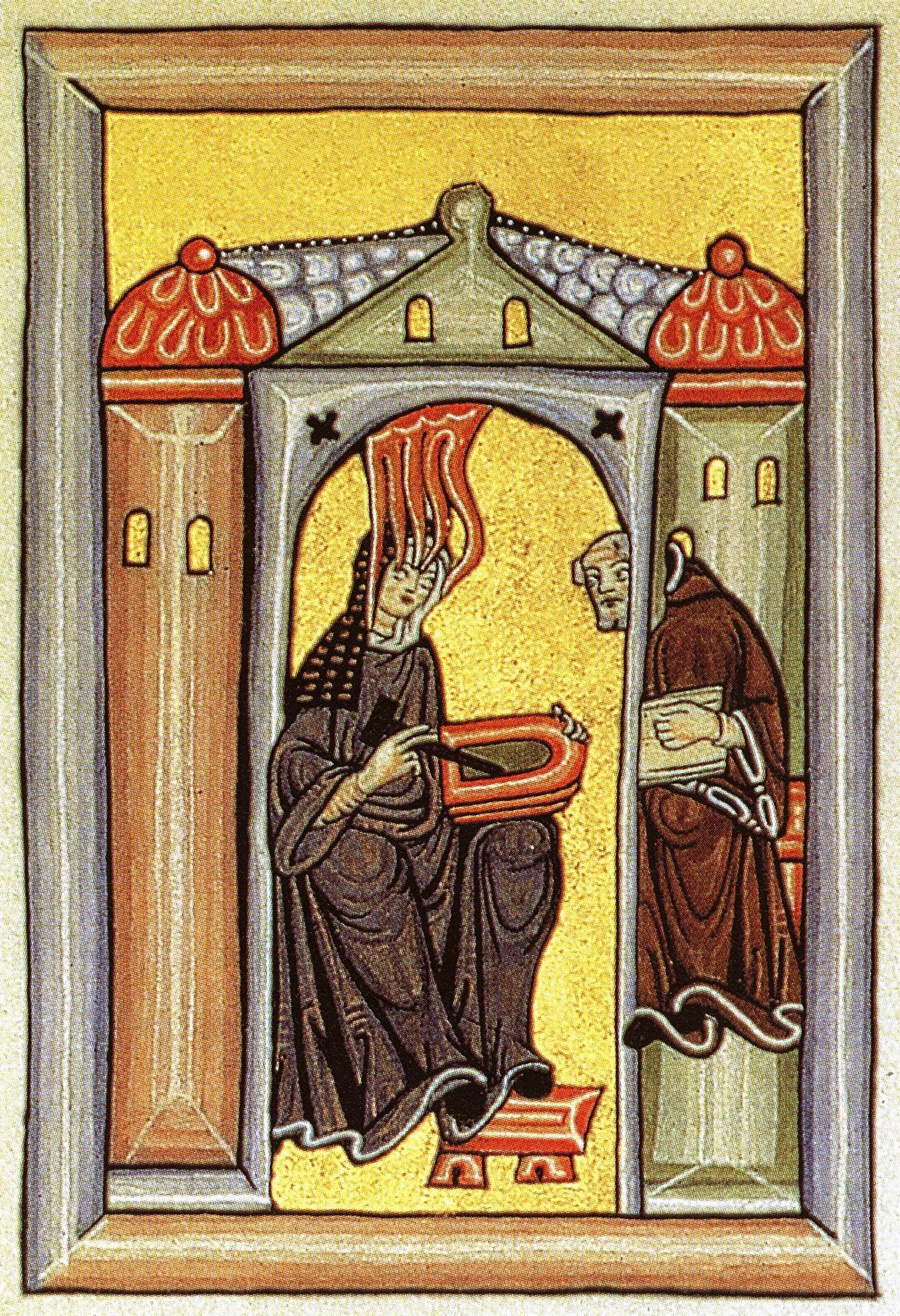
Das Frontispiz von Scivias aus dem Rupertsberger Codex – Hildegard von Bingen empfängt eine göttliche Inspiration, zeichnet diese auf Wachstafeln auf und gibt sie an ihren Schreiber (Mönch Vollmar) weiter.

Scivias (dt. Wisse die Wege), auch bekannt als Liber scivias (seltener illuminierter Hildegard-Kodex), ist ein 1151 oder 1152 entstandenes illustriertes Werk christlicher Mystik von Hildegard von Bingen OSB. Sie beschreibt darin insgesamt 26 selbst erlebte religiöse Visionen. Scivias ist Hildgards Erstlingswerk und gilt als eines ihrer bekanntesten Bücher. Handschriftlich, im romanischen Stil und lateinischer Sprache auf Pergament verfasst, bildet es den Auftakt einer Visionstrilogie. Es folgten die Bücher Liber vitae meritorum und De operatione Dei (letzteres auch bekannt als Liber divinorum operum).

## Zeitgenössische Manuskripte
Ein einziges von rund 10 noch zu Lebzeiten Hildegards angefertigten Einzelmanuskripten blieb bis in die Neuzeit erhalten. Dessen Entstehungszeit wird um das Jahr 1175 angesetzt. Es gilt seit den letzten Tagen des Zweiten Weltkriegs jedoch als verschollen. Neben diesem Exemplar, von der Wissenschaft als Handschrift Nr. 1 bezeichnet, existiert lediglich eine weitere zeitgenössische Handschrift. Bei dieser, der sog. Handschrift Nr. 2., handelt es sich jedoch nicht um ein monographisches Exemplar des Scivias, sondern um ein Element des Rupertsberger Codex, einer Zusammenfassung sämtlicher nicht-medizinischer und nicht-heilpflanzlicher Werke Hildegards, nebst diversen Briefen an Papst, Kaiser und weitere. Dieser Kodex wird in der Hochschul- und Landesbibliothek RheinMain verwahrt und gilt als wertvollstes Buch der Sammlung.
Das hildegardsche Originalmanuskript von 1151 oder 1152 ging über die Jahrhunderte verloren und es liegen keine gesicherten Erkenntnisse über etwaige Abweichungen zu den Handschriften Nr. 1 und 2 vor. Dennoch wird im allgemeinen und wissenschaftlichen Rahmen das um 1175 angefertigte Manuskript (Handschrift Nr. 1) als das Scivias-Manuskript angesehen und ist Gegenstand der Forschung, Übersetzung, Diskussion und Publikation. Hier könnte die Autorschaft bei Hildegard selbst liegen, im Gegensatz zur Handschrift Nr. 2, bei der paläographische Untersuchungen ergaben, dass drei Kopisten (A, B, C) und zwei Rubrikatoren an der Herstellung des Manuskripts beteiligt waren. A schreibt ohne Unterbrechung bis fol. 58v den gesamten Text, die Verzeichnisse der Capitula und auf fol. 1-12 auch die Rubriken, bevor dieser abrupt mit Zeile 19, fol. 58 (zweites Blatt der achten Lage) unterbricht und später nicht mehr nachzuweisen ist. B übernimmt den fortlaufenden Text bis zum Ende. C schreibt ab fol. 55v Rubriken und tritt außerdem sowohl bei A als auch bei B als Korrektor in Erscheinung und übernimmt zudem alle Textänderungen auf Rasur.

## Intention des Werkes
Sinn und Zweck des mystischen Werks werden in der elften Vision des dritten Teils von göttlicher Stimme offenbart:

„Doch jetzt wankt der katholische Glaube unter den Völkern und das Evangelium steht bei diesen Menschen auf schwachem Fuß. Auch die dicken Bände, welche die erfahrenen Lehrer mit großem Eifer herausgegeben hatten, lösen sich in schmählichen Überdruss auf und die Lebensspeise der göttlichen Schriften ist lau geworden. Deshalb spreche ich jetzt durch einen unberedten Menschen über die Heilige Schrift; er ist nicht von einem irdischen Lehrer belehrt, sondern ich, der ich bin, verkünde durch ihn neue Geheimnisse und viel Mystisches, das bisher in den Büchern verborgen war“

## Buchtitel
Der Titel Scivias bzw. Liber scivias geht auf die lateinische Redewendung Sci vias [Domini] (dt. Wisse die Wege [des Herrn]!) zurück. Es handelt sich beim Titel um eine Zusammenziehung der beiden Wörter sci und vias. Liber (dt. Buch) kennzeichnet das Werk als Buch (Visionsliteratur) in Abgrenzung zu anderen literarischen Kategorien, die aufgrund von elementenhaft inkludierten Stücken ebenfalls in Betracht kämen, darunter Liederbuch, Bildband, Theaterstück.

## Umfang und Originalgliederung derHandschrift Nr. 1
Die Handschrift Nr. 1 (entstanden um 1175) hat einen Gesamtumfang von 242 Seiten, bei einem Format von – im Hochmittelalter üblichen – 32,5 × 23,5 cm. Das Buch ist dreigegliedert (Originalgliederung: Pars I fol. 2r–41r, Pars II fol. 41r–122r, Pars III fol. 122r–234v). Der erste und zweite Teil haben textlich gesehen nahezu den gleichen Umfang, während der dritte über die Hälfte des Werks einnimmt.

## Struktur und Inhalt derHandschrift Nr. 1
Zu Beginn beschreibt Hildegard im Prolog, wie sie beauftragt wurde, ihre Visionen niederzuschreiben, um diese anderen zugänglich zu machen. Im folgenden Teil 1 beschreibt sie sechs Visionen, die sich mit der Genesis und dem Fall des Menschen beschäftigen. Der zweite Teil beinhaltet sieben Visionen, die sich mit der Erlösung durch Jesus Christus, der christlichen Kirche und den Sakramenten befassen. Im dritten und prophetischen Teil behandelt sie weitere 13 Visionen, die sich alle auf das kommende Reich Gottes beziehen und sich vornehmlich mit den Themen Heiligung und mit der zunehmenden Spannung zwischen Gut und Böse beschäftigen. Das Heilsgeschehen wird dabei in der Allegorie eines mächtigen Bauwerks in allen seinen einzelnen Teilen beschrieben und bis zum Jüngsten Gericht geführt. Die letzte Vision Lob des Heiligen wird als „Finale“ äußerst ausführlich behandelt; hierzu werden eine Beschreibung nebst 16 ausführlichen Kommentaren, 14 Lieder und ein liturgisches Drama beigefügt.
Die folgende Feinstrukturierung des Buches folgt den Illuminationen und verwendet die Titel, die von Sr. Adelgundis Führkötter (Abtei St. Hildegard), der Herausgeberin, der kritischen Ausgabe zugewiesen wurden (im Originaltext gibt es keine Titel). Wenn mehrere Titel angegeben sind, werden mehrere Illuminationen bereitgestellt. Auf jede Vision lässt Hildegard Kommentare folgen, die als Abschnitte bzw. funktionale Titel betrachtet werden können. Deren Anzahl ist in Klammern angegeben.
- Prolog
- Erster Teil

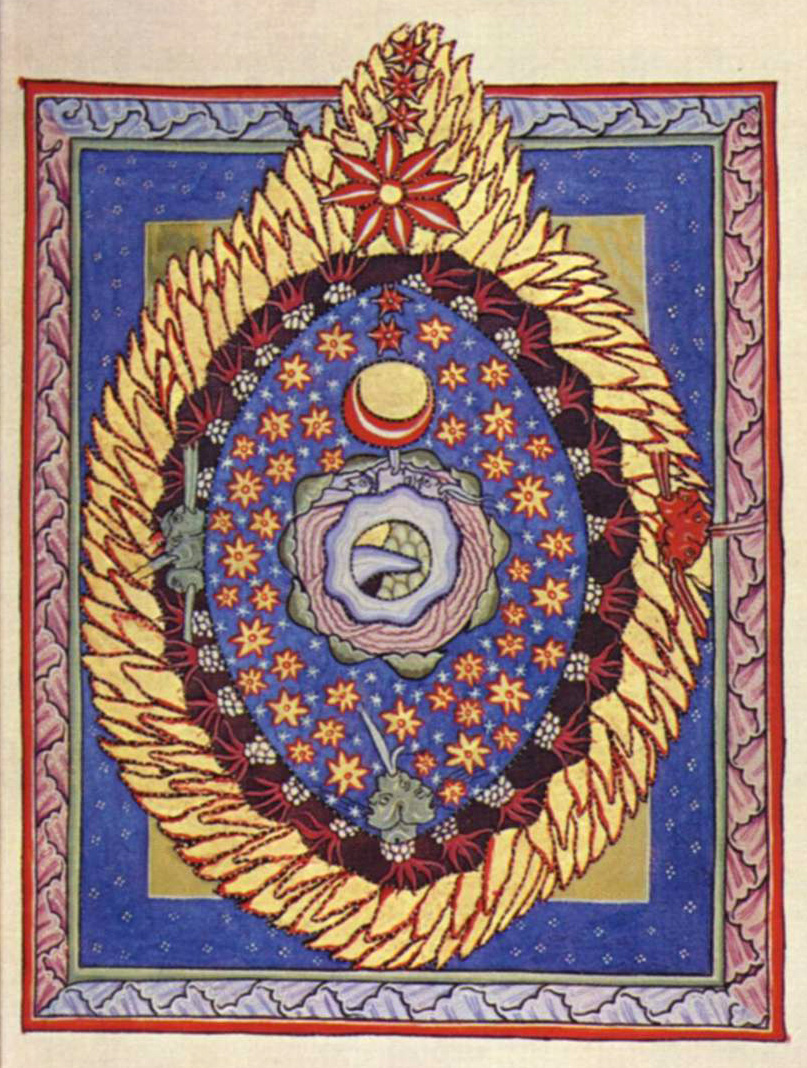
Das Weltall, Scivias Teil 1, Vision 3

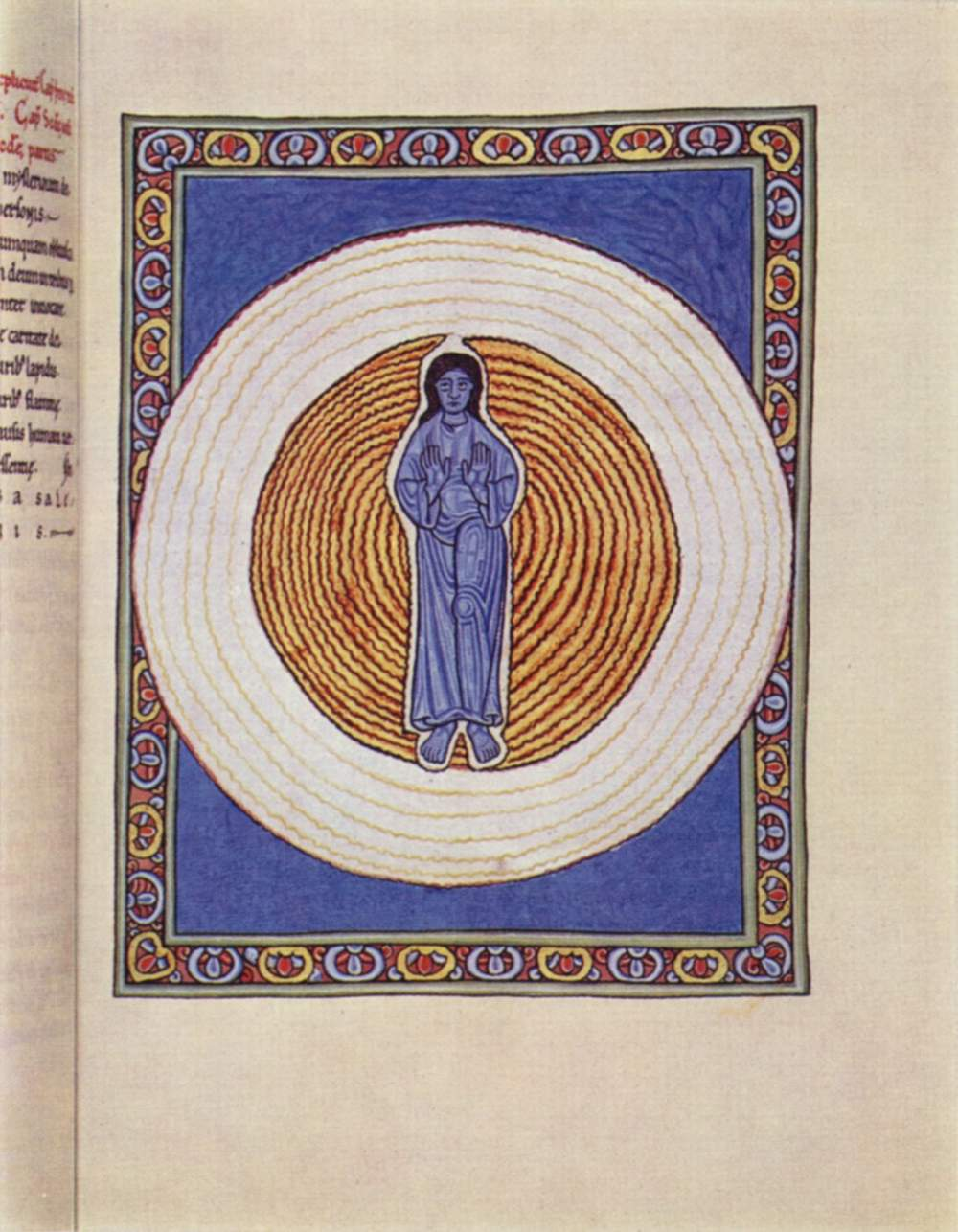
Illumination zu Teil 2, Vision 2

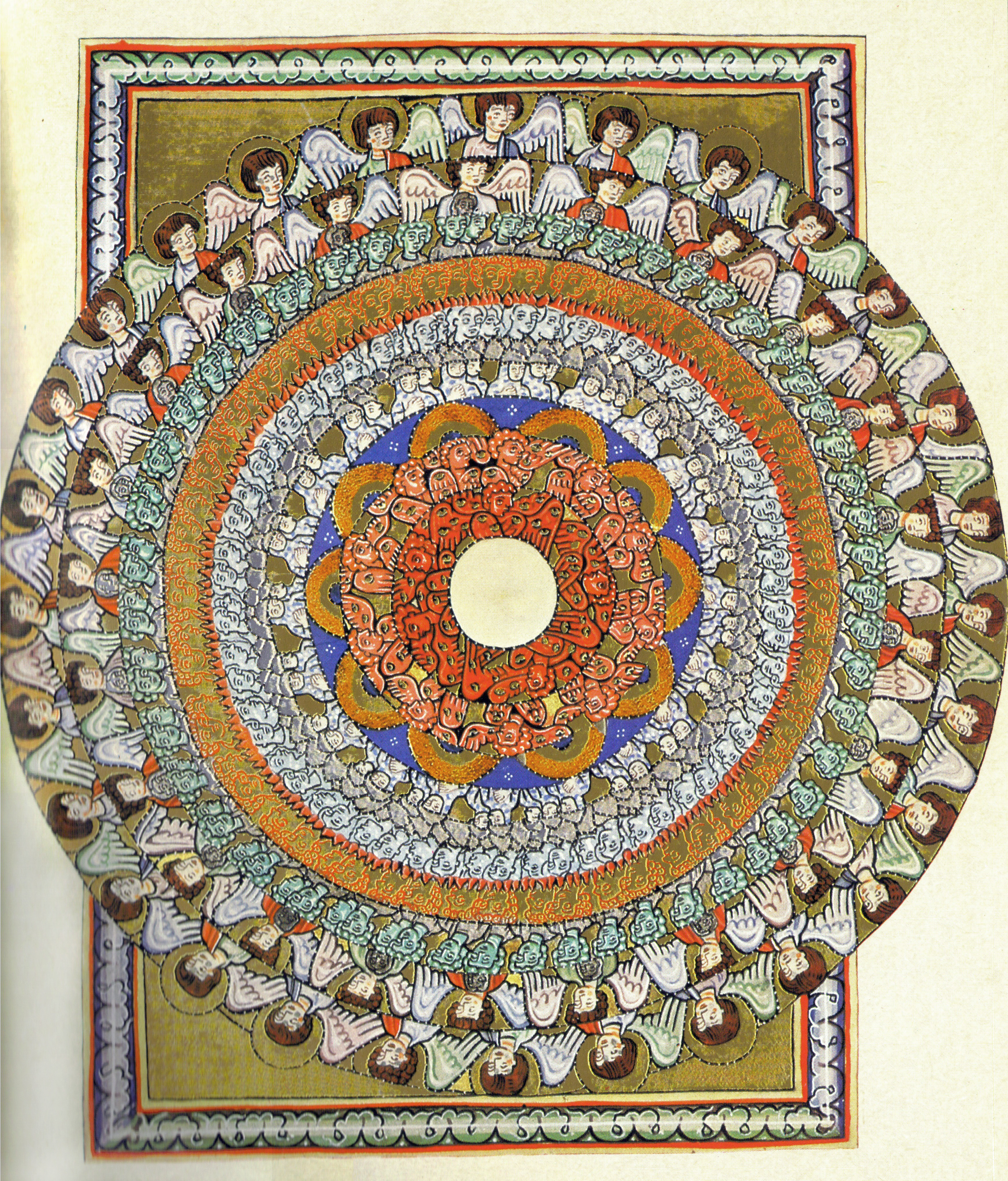
Chöre der Engel, Teil 1, Vision 6 (Illumination aus Handschrift Nr.2 (fol. 38r.))

  1. Gott, der Lichtgeber, und die Menschheit (6)
  2. Der Fall (33)
  3. Gott, Kosmos und Menschheit (31)
  4. Menschlichkeit und Lebe (32)
  5. Die Synagoge (8)
  6. Die Chöre der Engel (12)
- Zweiter Teil
  1. Der Erlöser (17)
  2. Der Dreieinige Gott (9)
  3. Die Kirche als Mutter der Gläubigen – Die Taufe (37)
  4. Gesalbt mit Tugend – Die Bestätigung (14)
  5. Die Hierarchie der Kirche (60)
  6. Das Opfer Christi und der Kirche; Fortsetzung des Geheimnisses in der Teilnahme am Opfer (102)
  7. Kampf der Menschheit gegen das Böse; Der Versucher (25)
- Dritter Teil
  1. Der Allmächtige; Die erloschenen Sterne (18)
  2. Das Gebäude (28)
  3. Der Turm der Vorbereitung; Die Göttlichen Tugenden im Turm der Vorbereitung (13)
  4. Die Säule des Wortes Gottes; Das Wissen von Gott (22)
  5. Der Eifer Gottes (33)
  6. Die Dreifache Mauer (35)
  7. Die Säule der Dreieinigkeit (11)
  8. Die Säule der Menschheit des Erlösers (25)
  9. Der Turm der Kirche (29)
  10. Der Menschensohn (32)
  11. Das Ende der Zeit (42)
  12. Der Tag der großen Offenbarung; Der neue Himmel und die neue Erde (16)
  13. Lob des Heiligen (16)

## Buchschmuck derHandschrift Nr.1
- 35 sechsfarbige Illuminationen, d. h. mit Gold und Silber verzierte Illustrationen (16 ganzseitige, 15 halbseitige, 4 viertelblattgroße)
- drei schwarz-weiß Illustrationen
- 27 Prachtinitialen mit Gold- und Silberpartien

## Verlust und inhaltliche/bildliche Bewahrung derHandschrift Nr. 1
Letzter Eigentümer der Handschrift Nr. 1 war die Abtei St. Hildegard in Rüdesheim, die es der Hessischen Landesbibliothek in Wiesbaden zur Forschung und Verwahrung anvertraute. Dort war das unter illuminierter Hildegard-Kodex geführte Werk die kostbarste Handschrift und wurde daher gemeinsam mit anderen kostbaren Schriften 1942 zum Schutz gegen alliierte Luftangriffe auf Wiesbaden nach Dresden verbracht und seitdem in der Girozentrale Sachsen aufbewahrt. Zeugen berichteten, dass es dort in der bunkerartigen Tresoranlage die schweren Luftangriffe auf Dresden der Jahre 1944 und 1945 unbeschadet überstand. Die Girozentrale wurde nach Mitteilung ihrer Direktoren sofort nach Einnahme der Stadt von sowjetischen Truppen besetzt und die Depots in Gewahrsam genommen. Nach Freigabe der Bank waren die Depotinhalte und mit ihnen die Handschrift Nr. 1 samt der Blechkassette, in der sie verpackt und verplombt war, verschwunden. Die Hoffnungen vieler, die deutsche Wiedervereinigung würde zum Wiederauffinden führen, wurden nicht erfüllt. Die Handschrift Nr. 1 war jedoch glücklicherweise vor ihrem Verlust von Nonnen der Abtei St. Hildegard zwischen 1927 und 1933 von Hand exakt kopiert (inkl. der 35 Illuminationen in Echtfarben) und somit bewahrt worden. Zudem hatte 1925 die Hessische Landesbibliothek der Stadt Köln die Handschrift als Exponat für die Jahrtausend-Ausstellung zur Verfügung gestellt. Bei dieser Gelegenheit beauftragte Professor Neuß als Leiter der Handschriftensektion einen Fotografen, der die Originalzeichnungen auf Fotoplatten im Format 18 × 24 cm festhielt. Die von den Eibinger Schwestern angefertigte, farbige Kopie der Handschrift wurde auch als farbiges Faksimile vervielfältigt und ist daher einem größeren Kreis zugänglich.

## Einfluss
Zu Hildegards Zeit galt Scivias als ihr bekanntestes Werk. Es war Vorbild für Elisabeth von Schönau und ihr Werk Liber viarum Dei. Elisabeth hatte wie auch Hildegard zahlreiche Visionen und wurde durch Scivias ermutigt diese ebenfalls zu veröffentlichen.
Hildegards liturgisches Drama im Zuge der Ausführungen der 13. Vision des dritten Teils könnte als erste Moralität überhaupt angesehen werden. Die Anfänge dieses Genres werden dem 14. Jahrhundert zugeschrieben und wurden von Hildegard sehr wahrscheinlich stark beeinflusst.

## Kritik

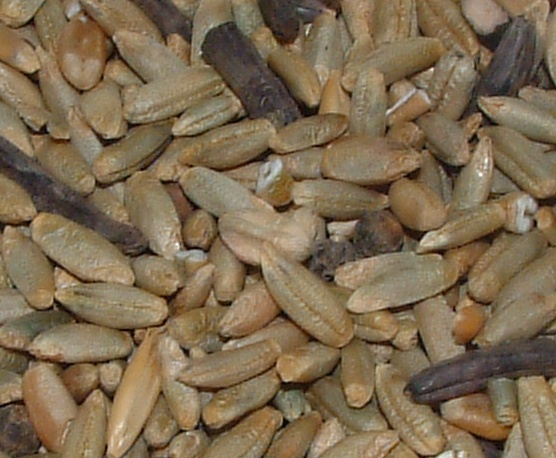
Roggen mit Mutterkorn verunreinigt. Hildegards Wissen um die halluzinogene Eigenschaft des Mutterkorns könnte durch gezielten Konsum eine Ursache der Visionen darstellen.

Hildegard lässt sich innerhalb der prophetischen Tradition des Alten Testaments mit formelhaften Ausdrücken ansiedeln. Wie diese Propheten war sie politisch und sozial engagiert und bot entsprechend häufig moralischen Ermahnungen und Anweisungen auf. Scivias kann im Wesentlichen als ein Werk der Wegweisung gesehen werden, um Erlösung zu erreichen. Theologische Fragen entstehen und werden behandelt, aber meist durch Analogieschlüsse (insbesondere bildliche Analogien) und nicht durch Logik oder Dialektik gelöst. Sie entwirft dabei ein schwer zu fassendes metaphysisches Konzept, das von ihr als Viriditas benannt und als Attribut der göttlichen Natur betrachtet wurde. Viriditas wird kontextual auf verschiedene Arten ins Deutsche übersetzt: Frische, Vitalität, Fruchtbarkeit, Grün oder Wachstum, und als Metapher für körperliche und geistige Gesundheit verwandt.
Einige Autoren, wie Charles Singer, vermuten, dass die Eigenschaften der verbal beschriebenen Visionen sowie die Illustrationen selbst, die helle Lichter zeigen und Auren implizieren, durch das schillernde Skotom bei Migräne verursacht worden sein könnten. Oliver Sacks nannte in seinem Buch Migraine ihre Visionen „unbestreitbar migränös“, erklärte aber, dass dies ihre Visionen nicht ungültig mache. Die Ähnlichkeit der Illuminationen mit den typischen Symptomen von Migräneanfällen, insbesondere in Fällen, in denen sie im Text nicht genau beschrieben sind, gilt als starkes Argument, dass Hildegards Visionen mitunter bloße Einbildungen darstellen könnten.
Es wird auch vermutet, dass die Visionen zu bestimmten Jahreszeiten auf das halluzinogene Mutterkorn zurückzuführen sind, die in diesem Gebiet des Rheinlandes sehr verbreitet sind.

### Editionen
- Adelgundis Führkötter, Angela Carlevaris: Scivias I-II. Brepols, 1978, ISBN 978-2-503-03431-7.
- Adelgundis Führkötter, Angela Carlevaris: Scivias III. Brepols, 1978, ISBN 978-2-503-03433-1.
  - Taschenbuchausgabe: Brepols, 2003, ISBN 978-2-503-51475-8.

### Übersetzungen
- Wisse die Wege. Liber Scivias. Übersetzung: Mechthild Heieck. Beuroner Kunstverlag, Beuron 2010, ISBN 978-3-87071-215-0.
- Scivias. Wisse die Wege. Eine Schau von Gott und Mensch in Schoepfung und Zeit. Übersetzt und herausgegeben von Walburga Storch. Pattloch, Augsburg 1991.
- Wisse die Wege. Scivias. Übersetzung: Maura Böckeler. Otto Müller Verlag, Salzburg 1954.
- Scivias. Englische Übersetzung: Bruce Hozeski. Bear and Company Print, Santa Fe 1986.